# Stepán Kalinin
Stepán Andrianovich Kalinin (en ruso: Степа́н Андриа́нович Кали́нин; Pankratovskaya, Imperio ruso, 16 de diciembrejul./ 28 de diciembre de 1890greg. – Moscú, Unión Soviética, 11 de septiembre de 1975) fue un oficial militar (teniente general) soviético, que luchó en las filas del Ejército Imperial ruso durante la Primera Guerra Mundial antes de pasarse a los bolcheviques durante la posterior guerra civil. Participó en las primeras fases de la Segunda Guerra Mundial, posteriormente, fue enviado al Distrito Militar de Siberia donde se dedicó a la formación de tropas de reemplazo para el frente, hasta 1944, cuando fue enviado al Distrito Militar de Járkov. Aunque pocos meses después fue arrestado «por propaganda antisoviética». Permaneció bajo arresto hasta la muerte de Stalin cuando fue liberado y rehabilitado. Se retiró del ejército en 1946 a los 56 años.

## Biografía

### Infancia y juventud
Stepán Kalinin nació el 28 de diciembre de 1890 en la pequeña localidad rural de Pankratovskaya en la gobernación de Moscú, en esa época parte del Imperio ruso. Provenía de una familia de clase trabajadora. Desde los quince años comenzó a trabajar en las fábricas de tejidos de los distritos (raiones) de Bogorodsk y Yegórievsk de la gobernación de Moscú.
En noviembre de 1912 ingresó en el Ejército Imperial ruso. Se graduó del equipo de entrenamiento del 12.º Regimiento de Granaderos de Astraján (Moscú) de la 3.ª División de Granaderos (Distrito Militar de Moscú) en 1913, luego sirvió en este regimiento como cabo. Con el estallido de la Primera Guerra Mundial, fue transferido al 220.º Regimiento de Infantería Skopinsky de la 55.ª División de Infantería del 1.º Ejército del Frente Noroeste. A finales de 1914 fue gravemente herido por una bala explosiva, regresó al regimiento solo en el otoño de 1915, después de recuperarse de sus heridas. En el verano de 1916, en el frente occidental, fue gravemente herido por segunda vez y, además, conmocionado. Fue tratado en un hospital en Briansk, en ese momento logró graduarse como estudiante externo del gymnasium de Hombres de Briansk. En noviembre de 1916, tras recuperarse de sus heridas, se inscribió en el 11.º Regimiento de Reserva de Fusileros en Briansk, puesto en el que permaneció hasta enero de 1917 cuando regresó al 220.º Regimiento de Fusileros. Después de la Revolución de febrero de 1917, fue elegido miembro del comité de soldados del regimiento.
En 1918, se alistó en el Ejército Rojo donde participó activamente en la guerra civil. En agosto de 1919, fue nombrado comandante de la 19.ª Brigada de Fusileros Independiente de las tropas de los guardias de seguridad paramilitares (VOKhR) en Penza y, desde noviembre del mismo año, jefe del sector de Sarátov. Durante la guerra participó en la lucha contra el bandolerismo en los óblast de Penza y Tambov, en la represión del levantamiento en Bugulmá de 1920 y en la eliminación de las tropas antibolcheviques de A.P. Sapozhkov. Después de la guerra, fue nombrado jefe del sector de las Fuerzas de Defensa Interna del país y comandante adjunto de las tropas del Distrito Militar del Volga (PriVO).

### Periodo de entreguerras
Desde septiembre de 1920, ejerció como comandante de las tropas del distrito militar de Transvolga. En agosto de 1923, luego de graduarse de los Cursos Académicos Superiores del Ejército Rojo, fue nombrado comandante de la 33.ª División de Infantería del PriVO. En diciembre de ese mismo año, fue destituido de su cargo por abuso de autoridad, pero pronto fue nombrado comandante de la 1.ª División de Fusileros de Kazán. Más tarde sirvió en la sede del Distrito Militar de los Urales, luego, a partir de marzo de 1926, fue jefe de departamento y desde octubre del mismo año fue subjefe de Estado Mayor. En 1928 se graduó en los cursos de formación avanzada para el Alto Estado Mayor del Ejército Rojo y posteriormente asumió el puesto de comandante de la 84.ª División de Fusileros del Distrito Militar de Moscú.
En octubre de 1929, se inscribió como estudiante en los cursos de reciclaje político-partidista de comandantes en la Academia Político-Militar del Ejército Rojo, después, en abril de 1930 regresó a la división a su puesto anterior. En febrero de 1936 asumió el puesto de Subjefe de Estado Mayor del Distrito Militar de Moscú. En febrero de 1937, fue nombrado comandante y comisario militar de la 73.ª División de Fusileros del Distrito Militar de Siberia (SibVO). Desde junio de 1937 estuvo al mando del 12.º Cuerpo de Fusileros del PriVO. Desde diciembre de ese mismo año fue Subcomandante del Distrito Militar de Siberia, puesto que mantuvo hasta abril de 1938 cuando fue designado para el mismo puesto en el Distrito Militar de Kiev, aunque solo permaneció en este cargo tres meses ya que luego fue devuelto a Siberia al puesto de comandante del Distrito Militar de Siberia.

### Segunda Guerra Mundial
Con el inicio de la invasión alemana de la Unión soviética en junio de 1941, tomó el mando del 24.º Ejército, formado sobre la base de las tropas estacionadas en el distrito. En julio de 1941, el ejército se trasladó a la región de Viazma. El 15 de julio, el ejército se incluyó en el Frente del Ejército de Reserva y hasta el 29 de julio mantuvo una fuerte línea defensiva que pasaba por las localidades de Bely, Dorogobuzh y Yelnia. Posteriormente, participó en la Batalla de Smolensk, donde sus tropas lanzaron dos contraataques: parte de sus fuerzas, en cooperación con el 30.º Ejército en el flanco derecho, golpearon la agrupación de tropas nazis que cubrían Smolensk desde el norte, deteniendo el avance del enemigo; el segundo golpe: compuesto por parte de las fuerzas en el flanco izquierdo, atacó las tropas alemanas que avanzaban desde la región de Yelnia hacia Dorogobuzh.
En agosto de 1941, fue nombrado jefe de reemplazos y comandante asistente de las tropas del frente occidental. Durante esta época elaboró un informe, por orden del Consejo Militar del Frente Occidental, sobre las deficiencias en la actuación de las tropas soviéticas en los primeros meses de la guerra. Desde octubre de 1941, estuvo integrado en el grupo del Mariscal de la Unión Soviética Kliment Voroshílov para controlar las unidades en el Distrito Militar de Siberia (PriVO, por sus siglas en ruso), luego fue nombrado comandante de las tropas del distrito. En el territorio del distrito, estaban estacionadas 145 instituciones de educación militar superior y secundaria, que capacitaron a una gran cantidad de personal de mando, político y técnico para el Ejército Rojo.
A partir del 23 de marzo de 1944, tomó el mando de las tropas del Distrito Militar de Járkov, pero en junio del mismo año fue destituido de su cargo, arrestado «por propaganda antisoviética» y juzgado por un Tribunal Militar. Una prueba importante en su contra fueron los diarios personales que le confiscaron durante su arresto, que testimoniaban su actitud crítica hacia el trabajo político del partido entre las tropas soviéticas.

### Posguerra
En diciembre de 1946 fue dado de baja del ejército y en 1951, siete años después de su detención, fue condenado a 25 años de prisión. Por Decreto del Consejo de Ministros de la URSS del 10 de enero de 1952, fue privado de su rango militar. La liberación de los campos y su rehabilitación tuvieron lugar solo después de la muerte de Stalin. En 1954, le fue reintegrado su rango militar, posteriormente fue trasladado a la reserva por motivos de salud con una pensión y derecho a usar su uniforme.
Estableció su residencia en Moscú donde vivió hasta el 11 de septiembre de 1975 cuando murió, fue enterrado en el cementerio de Jimki de la capital moscovita.

## Promociones
- Komdiv (26 de noviembre de 1935)
- Komkor (22 de febrero de 1938)
- Komandarm de 2.º Rango (8 de febrero de 1939)
- Teniente general (5 de junio de 1940).[2]

## Condecoraciones
A lo largo de su carrera militar fue galardonado con las siguientes condecoraciones:
- Orden de Lenin, dos veces (12 de noviembre de 1943 y 5 de noviembre de 1954)
- Orden de la Bandera Roja, dos veces (22 de febrero de 1941 y 22 de enero de 1943)
- Medalla Conmemorativa por el Centenario del Natalicio de Lenin (1969)
- Medalla por la Defensa de Moscú (1944)
- Medalla por la Defensa de Stalingrado (1942)
- Medalla por la Victoria sobre Alemania en la Gran Guerra Patria 1941-1945 (1945)
- Medalla Conmemorativa del 20.º Aniversario de la Victoria en la Gran Guerra Patria de 1941-1945 (1965)
- Medalla Conmemorativa del 30.º Aniversario de la Victoria en la Gran Guerra Patria de 1941-1945 (1975)
- Medalla del 20.º Aniversario del Ejército Rojo de Obreros y Campesinos (1938)
- Medalla del 50.º Aniversario de las Fuerzas Armadas de la URSS (1967)